# Araçari grigri
Pteroglossus aracari
Espèce
Statut de conservation UICN

 LC  : Préoccupation mineure
Statut CITES
L'Araçari grigri (Pteroglossus aracari) est une espèce d'oiseau de la famille des Ramphastidae.

## Habitat et répartition

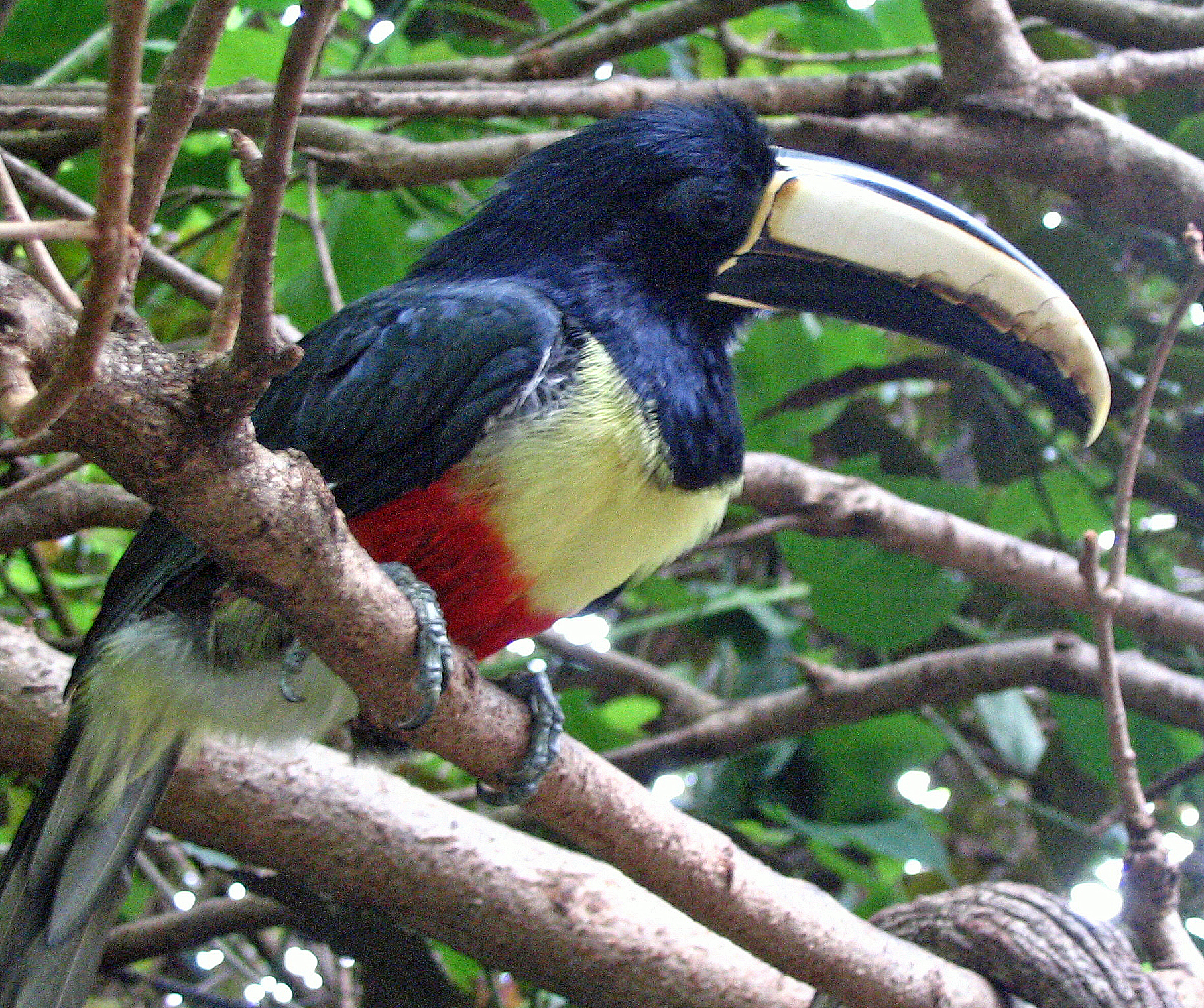

Son aire s'étend de manière disparate sur le plateau des Guyanes et le nord du Brésil d'une part et la forêt atlantique d'autre part.

## Description
L'Araçari grigri mesure de 43 à 46 cm (17 à 18 po) de long et pèse de 177 à 325 g (6,2 à 11 oz). Mâles et femelles ont le même plumage et la même couleur de bec, bien que le bec de la femelle soit plus court. Les adultes de la sous-espèce nominale ont la tête, le cou et la gorge noirs, avec des couvertures auriculaires châtain-noir. Leur œil brun est entouré d'une peau nue bleu-gris à noire. Leur dessus est principalement vert avec un croupion rouge. Leur dessous est jaune avec une large bande rouge sur le bas de la poitrine et des cuisses verdâtres. Leur bec présente un maxillaire ivoire avec un culmen et une base noirs, ainsi qu'une mandibule inferieur noire ; une ligne blanche verticale se trouve à la base du bec. Le plumage noir et vert des immatures est plus noir que celui des adultes, tandis que le rouge et le jaune sont plus pâles. Leur bec est plus brun sans les « dents » et ne présente pas de ligne blanche basale.
La sous-espèce P. a. atricollis présente une bande brune plus large sur le culmen que la sous-espèce nominale, des couvertures auriculaires brun-rouge et des cuisses couleur cannelle-rouille. La bande brune du culmen de P. a. wiedii est légèrement plus large que celle de la sous-espèce nominale, et ses couvertures auriculaires, son menton et le haut de sa gorge sont châtains au lieu d'être noirs.

## Répartition et habitat
Les sous-espèces d'Araçari grigri se trouvent ainsi :
Pteroglossus aracari atricollis, est du Venezuela, Guyanes et nord du Brésil, au nord de l'Amazone et à l'est du Rio Negro

Carte de répartition

P. a. aracari, trois populations distinctes au Brésil : au nord-est, au sud de l'Amazone, entre le Rio Madeira et le Rio Maranhão et au sud jusqu'aux États du Mato Grosso et de Goiás ; à l'est, dans l'est du Pernambouc et l'est d'Alagoas à l'extrême est ; et au sud-est, dans les États du Minas Gerais et d'Espírito Santo
P. a. wiedii, au sud-est du Brésil, au sud de la zone nominale, jusqu'à l'est du Paraná et de Santa Catarina
L'espèce fréquente une grande variété de paysages semi-ouverts, notamment les lisières et les clairières des forêts humides et de crêtes sablonneuses, les forêts secondaires, les zones boisées, le cerrado, les forêts-galeries de savane et les plantations d'arbres fruitiers comme le papayer. 
En altitude, on le trouve principalement du niveau de la mer jusqu'à environ 600 m (2 000 pieds), mais on le trouve plus haut au Venezuela et dans la partie sud-est de son aire de répartition.

## Comportement

### Mouvement
On pense que l'Araçari grigri est un résident toute l'année dans toute son aire de répartition.

### Alimentation
L'Araçari grigri se nourrit dans la partie supérieure de la forêt et dans la canopée, souvent en groupes de six individus maximum, pouvant former une famille élargie. Il se nourrit principalement de fruits de Ficus, Virola, de Sapotaceae, de palmiers Oenocarpus et joue un rôle important dans la dispersion des graines d'arbres fruitiers. Il se nourrit également d'insectes et a été observé en train de capturer un oisillon.

### Reproduction
La saison de reproduction de l'Araçari grigri s'étend de novembre à août dans la majeure partie de son aire de répartition, mais s'étend de septembre à février dans le sud. Il niche dans des creux d'arbres creusés par des pics ou des branches cassées. La couvée compte de deux à quatre œufs. L'incubation dure de 16 à 17 jours et l'envol a lieu environ 23 jours après l'éclosion. Les deux parents couvent les œufs et s'occupent des petits.

### Vocalisation
Un cri courant de l'Araçari grigri est « 'tsee-eet » (à « sneet »... parfois plus long que « tseeeeee-it »). Il émet également un « bdd-dddit » rauque, qui peut être vocal ou dû à un claquement de bec.

## Statut
L'UICN a classé l'Araçari grigri dans la catégorie « Préoccupation mineure ». Son aire de répartition est très vaste, mais sa population est inconnue et semble en déclin. Aucune menace immédiate n'a été identifiée. Il est « relativement commun dans de nombreuses régions » et est présent dans plusieurs aires protégées. Cependant, il est chassé par endroits.

## Taxonomie et systématique
L'Araçari grigri a été formellement décrit par le naturaliste suédois Carl von Linné en 1758 dans la dixième édition de son Systema Naturae. Il l'a placé avec les toucans dans le genre Ramphastos et a inventé le nom binomial Ramphastos aracari. Linné a basé sa description sur l'« Aracari » décrit et illustré par le naturaliste allemand Georg Marcgrave en 1648 et le « Toucan ou Pye brésilien » décrit et illustré par le naturaliste anglais George Edwards en 1747. L'Araçari grigri est maintenant placé dans le genre Pteroglossus, introduit en 1811 par le zoologiste allemand Johann Karl Wilhelm Illiger.Le nom du genre combine le grec ancien pteron qui signifie « plume » et glōssa qui signifie « langue ». L'épithète spécifique « aracari » vient d'Arassari, le nom de l'espèce en langue tupi. D'autres noms communs incluent « aracari de Wied » et « aracari de Maximilien ».

## Sous-espèces
Cet oiseau est représenté par trois sous-espèces :
- Pteroglossus aracari aracari (Linnaeus, 1758) ;
- Pteroglossus aracari atricollis (Statius Muller, 1776) ;
- Pteroglossus aracari vergens Griscom & Greenway, 1937.